# Mala noche (película)
Mala noche es una película de 1985 dirigida y escrita por Gus Van Sant, basada en la novela autobiográfica del poeta oregoniano Walt Curtis. La película está filmada en 16 mm, en su mayoría en blanco y negro. Mala noche es el primer largometraje de Gus Van Sant, y fue filmado en Portland y alrededores.

## Argumento
La historia narra la relación entre Walt (Tim Streeter), un joven homosexual encargado de una tienda, y dos jóvenes mexicanos, Johnny (Doug Cooeyate) y Roberto "Pepper" (Ray Monge).

## Reparto
| Actor         | Personaje      |
| ------------- | -------------- |
| Tim Streeter  | Walt Curtis    |
| Doug Cooeyate | Johnny         |
| Ray Monge     | Roberto Pepper |
| Nyla McCarthy | Betty          |
| Don Chambers  | Él mismo       |
| Walt Curtis   | George         |